# Crashgate

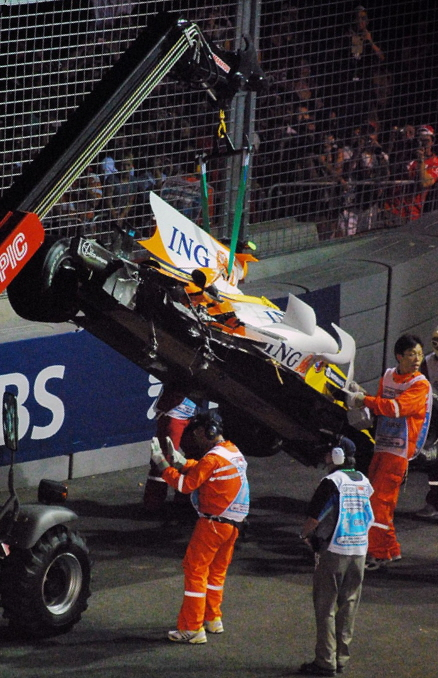
Het wrak van de Formule 1-wagen van Nelson Piquet jr.

Crashgate was een schandaal in Formule 1, waar de FIA onderzoek naar heeft gedaan. Het schandaal betreft het Renault F1-team, dat Nelson Piquet jr. de opdracht heeft gegeven om tijdens de Grand Prix Formule 1 van Singapore 2008 een crash te veroorzaken. Dit zou een voordeel opleveren voor de andere coureur van het team, Fernando Alonso. Piquet zou het ongeval hebben veroorzaakt onder druk van de Renault-teamleiders Flavio Briatore en Pat Symonds die hun team zo aan een overwinning wilden helpen. Piquet liet zich onder druk zetten omdat hij vreesde voor zijn plaats in het team. Zijn resultaten bleven ver achter bij zijn teamgenoot Fernando Alonso.
Op 28 september 2008 crashte Nelson Piquet jr. zijn Renault R28 in de muur rond bocht 17 van het stratencircuit van Singapore. Een safety car was nodig om de stewards de mogelijkheid te geven het wrak op te ruimen, wat het rijdersveld stabiliseerde en Fernando Alonso, die op dat moment een pitstop maakte, de mogelijkheid gaf plaatsen naar voren op te schuiven. Alonso eindigde, mede door deze slimme pitstop, de race als winnaar.
Kort na zijn ontslag in 2009 uit het Renault team wordt op aanduiden van een verklaring van Piquet een onderzoek door de Fédération Internationale de l'Automobile (FIA) geopend naar de gang van zaken tijdens de Grand Prix van Singapore in 2008.
Renault ontving een voorwaardelijke schorsing van twee seizoenen, met een proeftijd van vijf jaar. Die proeftijd hield in dat als Renault vóór 2012 een vergelijkbare overtreding maakte, het team voor altijd uit de Formule 1 zou worden gezet.
Flavio Briatore kreeg op 21 september 2009 door het bestuurscollege van de FIA een levenslange schorsing voor zijn aandeel in het schandaal. Briatore werd geschorst voor alle activiteiten georganiseerd door de FIA. Hij mag zich ook niet meer als manager van coureurs in de racewereld begeven.
Pat Symonds werd gestraft met een uitsluiting van de Formule 1 voor een periode van 5 jaar.
Op 5 januari 2010 maakte de Franse rechter de schorsing van Briatore en Symonds ongedaan. Ze kregen beide een schadevergoeding van €15.000 en €5.000.
Op 4 april 2023 werd bekend dat Felipe Massa crashgate als de reden ziet dat hij het kampioenschap van 2008 verloor en de mogelijkheid onderzoekt om de F1-wereldtitel van Lewis Hamilton alsnog aan te vechten.